# Amaggi Energia
Amaggi Energia é uma área de negócio da trading Amaggi, responsável pela produção de energia eletrica da companhia. Fundada em 1999, atua em produção e geração de energia a partir de Pequenas central hidrelétrica.
Atualmente a empresa tem  70 MW em operação em 3 municípios mato-grossense, as operações da empresa estão concentradas no aproveitamento do potencial hidrelétrico de Mato Grosso.

No ano de 2011 a empresa transfere sua sede de Rondonópolis para Cuiabá.